# CatSper
Con CatSper si identifica una proteina di membrana contenuta nel flagello dello spermatozoo che reagisce con lo ione calcio presente nelle pareti dell'ovocita secondario. Quando il calcio penetra nel flagello, questa proteina muta la sua forma e consente al flagello stesso di diventare 20 volte più resistente, consentendo di fatto la penetrazione del nucleo all'interno dell'ovulo.
Studi su topi geneticamente modificati dimostrano come, qualora questa proteina sia disattivata, la fecondazione sia inibita.